# Olios acostae
Olios acostae är en spindelart som beskrevs av Schenkel 1953. Olios acostae ingår i släktet Olios och familjen jättekrabbspindlar.
Artens utbredningsområde är Venezuela. Inga underarter finns listade i Catalogue of Life.